# Estación Nakamura Nisseki
La estación Nakamura Nissekin (中村日赤駅 Nakamura Nisseki-eki?) de la Línea Higashiyama, es operada por el Buró de transporte de la ciudad de Nagoya, y está identificada como H-05. Se encuentra ubicada en el barrio de Michishitacho, Nakamura, en la ciudad de Nagoya, prefectura de Aichi, Japón. La estación abrió el 1 de abril de 1969. Presenta una tipología de andenes laterales.

## Otros medios
- Bus de Nagoya

## Sitios de interés
- Hospital de la Cruz Roja Japonesa Nagoya Daiichi.
- Parque Nakamura.
  - Santuario Toyokuni.
  - Santuario dedicado a Toyotomi Hideyoshi.
  - Plaza cultural de la era Bunka.
  - Velódromo de Nagoya.
    - Pista de Keirin.

## Imágenes

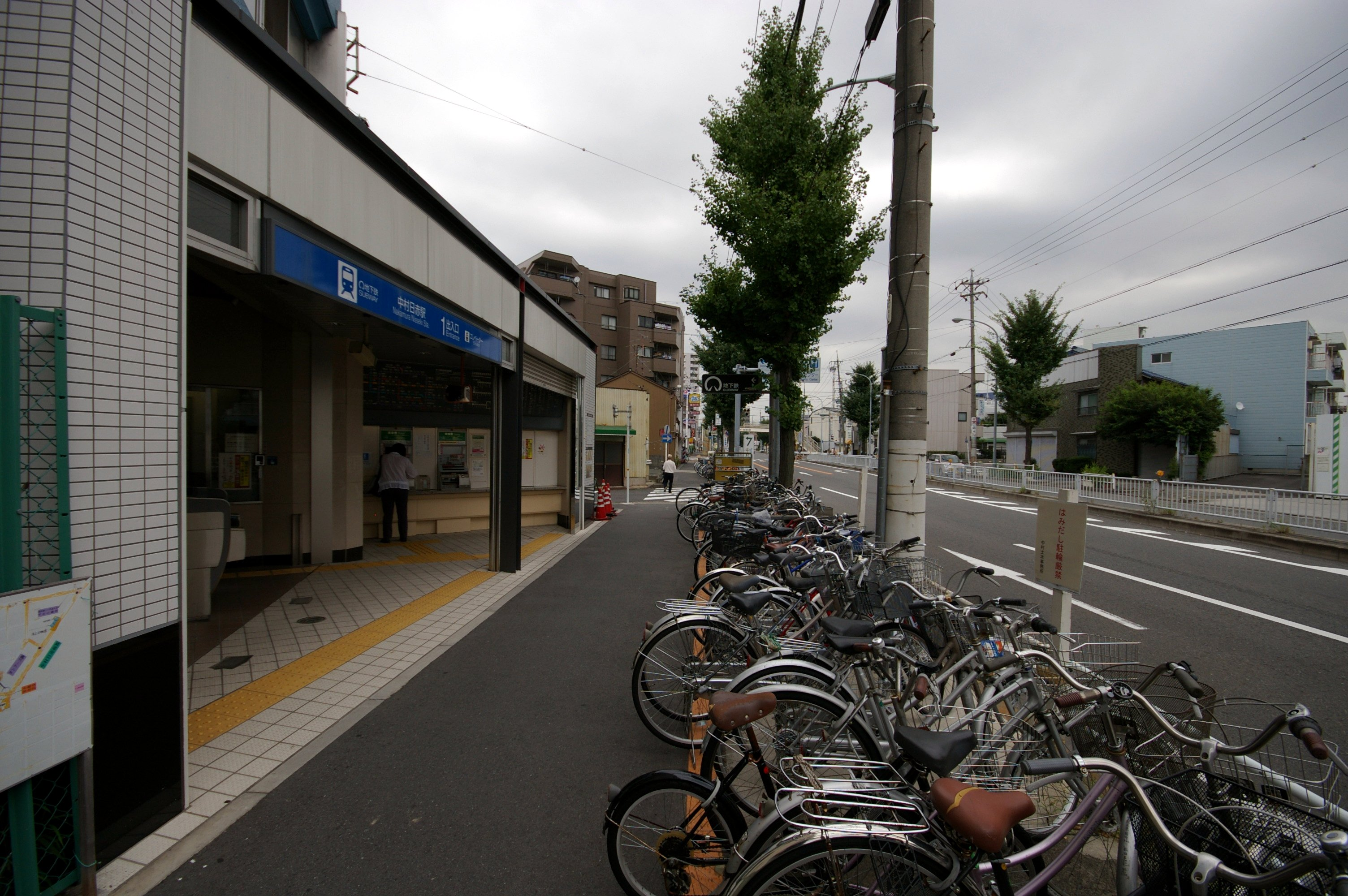
Acceso N° 1.
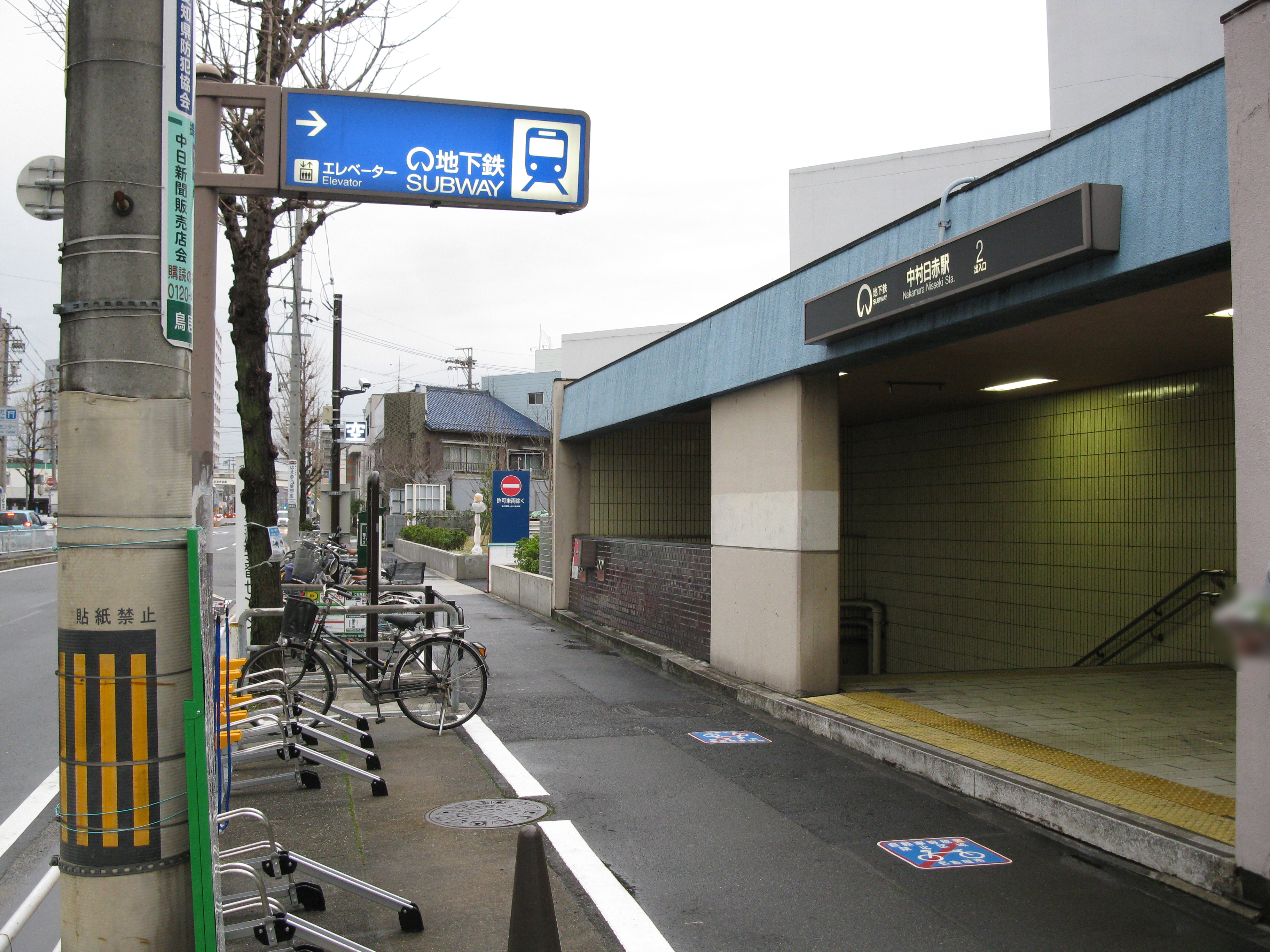
Acceso N° 2.